# Tachina nupta
Tachina nupta är en tvåvingeart som först beskrevs av Camillo Rondani 1859.  Tachina nupta ingår i släktet Tachina och familjen parasitflugor. Inga underarter finns listade i Catalogue of Life.